# ديفيد ويليام كوهن
ديفيد ويليام كوهن (بالإنجليزية: David William Cohen)‏ هو أكاديمي أمريكي، ولد في 1943.